# Anioł Stróż (serial telewizyjny)
Anioł Stróż – polski serial telewizyjny w reżyserii Filipa Zylbera, emitowany od 5 września do 28 listopada 2005 na antenie TVN.

## Obsada

### Główna
- Gabriel (Waldemar Barwiński) – zostaje zesłany na ziemię, aby sprowadzić Annę na dobrą drogę.
- Eryk (Rafał Cieszyński) – Upadły Anioł. Przybył na ziemię, aby pokrzyżować plany Gabriela. Jest sąsiadem Anny.
- Anna Górska (Joanna Trzepiecińska) – Rozwódka. Ma dwoje dzieci. Mieszka z siostrą Beatą. Poszukuje pomocy domowej i wybiera Gabriela. Dostała nową pracę w gazecie ogrodniczej.
- Beata (Jolanta Fraszyńska) – Siostra Anny. Bardzo by chciała, żeby Gabriel sprzątał jej dom.
- Św. Piotr (Wiktor Zborowski) – To on dał misję Gabrielowi.
- Martyna Górska (Zuzanna Madejska) – Córka Anny. Dorastająca dziewczyna. Swoje ubrania tnie, żeby były modne.
- Kuba Górski (Jan Jędrzejczyk) – Syn Anny. Rozwydrzony chłopak. Jego ulubioną rzeczą jest królik Bazyl.

### Drugoplanowa
- Bolec jako Patryk
- Wojciech Cacko-Zagórski jako Organista
- Krystyna Froelich jako Babcia
- Dorota Gorjainow jako Wiesia
- Andrzej Grabowski jako Inspektor Eugeniusz Dzido
- Anna Guzik jako Samanta
- Tomasz Jachimek jako Brat konferansjer
- Edyta Jungowska jako Iwona
- Marta Klubowicz jako Kasia
- Krzysztof Kiersznowski jako Kierownik sali w restauracji
- Paulina Kruś jako Olka, koleżanka Martyny
- Joachim Lamża jako Przedstawiciel ubezpieczyciela
- Alżbeta Lenska jako Kelnerka
- Anna Lenartowicz jako Kobieta w średnim wieku
- Olaf Lubaszenko jako Jerzy
- Sylwia Pacho jako Monika, koleżanka Martyny
- Mikołaj Radwan jako Kolega Martyny
- Tadeusz Pluciński jako Lekarz
- Jan Tesarz jako Pan Zdzisław, starszy pan w kółku parafialnym
- Krystyna Sienkiewicz jako Ciotka Krystyna
- Katarzyna Walter jako Dominika, szefowa Eryka
- Janusz Wituch jako Gacek
- Martyna Wojciechowska jako Nauczycielka
- Grzegorz Wons jako Weterynarz
- Iwona Wszołkówna jako Kamila

## Fabuła
Anna jest świeżo upieczoną rozwódką z dwójką dzieci. Próbując powiązać jakoś koniec z końcem, decyduje się na powrót do pracy, jednak musi zatrudnić kogoś do zajmowania się dziećmi.
Wspólnie z siostrą Beatą wpada na pomysł, aby zatrudnić kogoś w zamian za kąt pod dachem. W tym czasie młody anioł Gabriel, by awansować w sekretariacie Św. Piotra otrzymuje zadanie opieki nad rodziną Anny.

## Spis odcinków
| Data pierwszej emisji | Nr | Tytuł                    |
| --------------------- | -- | ------------------------ |
|                       |    |                          |
| 5 września 2005       | 1  | Misja specjalna          |
|                       |    |                          |
| 12 września 2005      | 2  | Przekręt ubezpieczeniowy |
|                       |    |                          |
| 19 września 2005      | 3  | Skąd biorą się dzieci    |
|                       |    |                          |
| 26 września 2005      | 4  | Sekret Gabriela          |
|                       |    |                          |
| 3 października 2005   | 5  | Dobry uczynek Eryka      |
|                       |    |                          |
| 10 października 2005  | 6  | Zabójczy romans          |
|                       |    |                          |
| 17 października 2005  | 7  | Gabriel umiera           |
|                       |    |                          |
| 24 października 2005  | 8  | Ojciec marnotrawny       |
|                       |    |                          |
| 31 października 2005  | 9  | Babski Wieczór           |
|                       |    |                          |
| 7 listopada 2005      | 10 | Alkoholik                |
|                       |    |                          |
| 14 listopada 2005     | 11 | Morderczy Leżak          |
|                       |    |                          |
| 21 listopada 2005     | 12 | Szopka Betlejemska       |
|                       |    |                          |
| 28 listopada 2005     | 13 | Piekielny sylwester      |